# Tomaž Fantoni
Tomaž Fantoni (Ettore Tommaso Fantoni), furlanski slikar, pozlatar in rezbar, * 16. december 1822 Humin, tedaj Avstrijsko cesarstvo, † 31. maj 1892 Jamne pri Konjicah, tedaj Avstro-Ogrska (danes Slovenske Konjice).

## Življenje
Tomaž Fantoni se je rodil v družini rezbarja, slikarja in pozlatarja Petra Fantonija v Huminu. Šolal se je doma in v Vidmu, kjer na strokovni šoli sv. Dominika študiral arhitekturo, nato nekaj let živel v Benetkah, kjer je pomagal dekoraternim slikarjem, ob večerih pa obiskoval akademijo, kot izredni slušatelj. Pozneje je pomagal očetu, dokler se ni leta 1857 pridružil slikarjem, ki so hodili na delo v tedanjo Avstrijo. Ker je pričel dobivati številna naročila, je k sodelovanju povabil svojega brata Frančiška, ki je bil pozlatar, in pa slikarja Jakoba Brolla, s katerim sta sodelovala sedem let, od 1861 do 1867. Brollo je v svojem pismu zapisal, da sta se s Fantonijem koristno dopolnjevala, Fantoni sprva ni bil tako vešč figuralnih kompozicij, Brollo pa ne slikanja v fresco tehniki.
Po smrti prve žene se je Fantoni 12. maja 1875, v starosti 52 let, drugič oženil v Konjicah, s tridesetletno Matildo Elizabeto Hasenbichel in se tu za stalno naselil, a pozneje posestvo v Konjicah prodal in kupil posestvo Jamne v Škalcah. Tu je 31. maja 1892 tudi umrl.
O njegovi smrti je poročal Slovenski gospodar: »Zadnji dan maja je umrl v Jamnah pri Konjicah po slovenskem svetu dobro znani slikar, gospod Tomaž Fantoni. 2. junija tega leta so ga pokopali pri sveti Ani v Konjicah. Njegova dobra dela po naših cerkvah občudovali bodo še prihodnji rodovi. Naj počiva v miru.« 

## Furlanska skupina slikarjev
Tomaž Fantoni je bil član skupine t. i. furlanskih slikarjev , ki so delovali na širokem območju slovenske Štajerske. Poleg njega so jo sestavljali Jakob Brollo (Giacomo), Ivan Fantoni (Giovanni), Jakobov sin Anton Brollo (Antonio) in Osvald Bierti (Osvaldo).
Skupino uvrščajo med slikarje t. i. poznonazarenske smeri, saj so pri svojih poslikavah uporabljali vzore starejših zgodovinskih slogov.
Začetnik skupine Tomaž Fantoni je na Slovensko prišel v petdesetih letih 19. stoletja, zadnja poslikava furlanskih mojstrov na Slovenskem pa izvira v leto 1914, kar prestavlja več kot pol stoletja. Tako imamo opraviti z obsežnim opusom, saj so člani skupine (skupaj ali posamezno) vsako leto poslikali več cerkva na širšem območju Štajerske, ponekod na Dolenjskem in sosednjem Hrvaškem, pa tudi izven naših meja, na avstrijskem Koroškem in Štajerskem, prav tako tudi v Furlaniji.

## Dela
Prvo samostojno delo je Fantoni izvršil na Dobrni, kjer je leta 1857 poslikal župnijsko cerkev (te slike je 30 let pozneje nadomestil z novimi). Ker je imel mnogo naročil (podpiral ga je zlasti celjski opat Matija Vodušek), sta z Jakobom Brollo poslikala: leta 1861 župnijsko cerkev v Brežicah, v cerkvi sv. Alojzija v Mariboru dva oltarja; leta 1862 župnijsko cerkev v Čadramu, v nadžupnijski cerkvi sv. Jurija v Slovenskih Konjicah sta obnovila stare freske v kapeli, leta 1863 cerkev sv. Maksimilijana v Celju in župnijsko cerkev na Gornjem Gradu; leta 1864 župnijsko cerkev v Galiciji; leta 1865 župnijsko cerkev v Novi Štifti pri Gornjem Gradu in cerkev v Rosulah pri Ljubnem; leta 1866 župnijsko cerkev sv. Martina v Rožni dolini pri Celju in ladjo nadžupnijske cerkve v Konjicah.
Leta 1868 se je Brollo ločil od Fantonija, katerega je poslej z naročili podpiral zlasti konjiški župnik Jožef Rozman, vse do svoje smrti leta 1874.
Fantoni je sam oz. s svojimi učenci iz furlanske skupine poslikal leta 1867 župnijsko cerkev sv. Ruperta nad Laškim, steno z oltarjem v Kapucinski cerkvi v Celju in dva oltarja v župnijski cerkvi sv. Barbare pri Vurberku. Fantoni je pozimi slikal oltarne podobe in portrete, poleti pa freske. Nekaj časa je delal v navezi s podobarji in mizarji, s katerimi je dokončeval oltarje, prižnice in tabernaklje. Leta 1869 je v nadžupnijski cerkvi v Konjicah postavil nov psevdogotski glavni oltar, namesto starega baročnega. Več oltarnih slik je izdelal za cerkev sv. Duha v Artičah, poslikal je župnijsko cerkev v Solčavi in cerkev sv. Mihaela na Vranskem. Njegove slike so tudi v Podsredi, v Braslovčah, na Prihovi, v Negovi, pri sv. Roku v Šmarju, v Pišecah in v Zabukovju, pa tudi na avstrijskem Koroškem ter v Furlaniji.